# 安布罗焦·佩拉加利
安布罗焦·佩拉加利（義大利語：Ambrogio Pelagalli，1940年2月15日—2024年3月25日），意大利男子足球运动员，司职中场、后卫。他曾入选1960年夏季奥林匹克运动会意大利男子足球队名单，但并未上场参赛。

## 荣誉
AC米兰
- 義大利足球甲级联赛冠军：1961/62年度
- 欧洲冠军球会杯冠军：1962/63年度